# Museo Mayer van den Bergh
Il Museo Mayer van den Bergh è un museo situato ad Anversa, in Belgio che raccoglie la collezione appartenuta al collezionista d'arte Fritz Mayer van den Bergh. I più importanti lavori custoditi dal museo riguardano l'arte gotica e rinascimentale olandese e belga, tra cui spiccano opere di Pieter Bruegel il Vecchio.

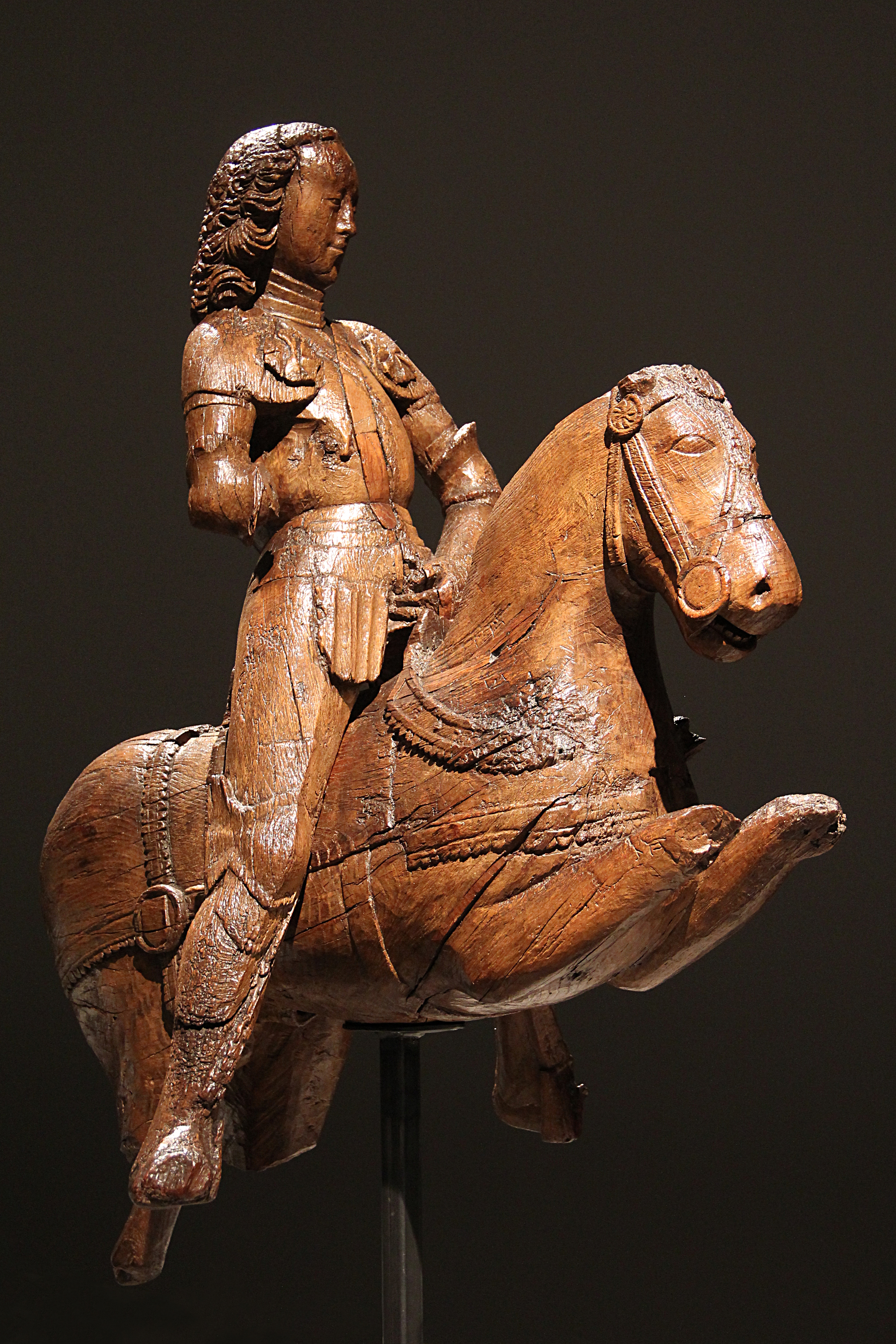
Statua in quercia raffigurante San Giorgio a cavallo (1480-1499).

## Storia e collezione
Fritz Mayer van den Bergh fu il collezionista d'arte che raccolse tutte le opere del museo: eseguì le più importanti acquisizioni tra il 1897 ed il 1901, anno della sua morte. La madre, tra il 1901 ed il 1904, fece costruire una casa in stile neogotico ad Anversa perché diventasse un museo dove poter mostrare tutte le opere collezionate dal figlio.
Il museo contiene circa 1.000 opere, principalmente dell'arte rinascimentale dei paesi nordici, tra le quali si possono ricordare:
- Dodici proverbi, Pieter Bruegel il Vecchio
  - Margherita la pazza, Pieter Bruegel il Vecchio
- Tentazione di sant'Antonio, Pieter Huys
- Maddalena, Jan Mabuse
- Crocifissione, Quentin Massys.